# La Loi et l'Ordre (film, 2008)
Pour les articles homonymes, voir La Loi et l'Ordre.
Pour plus de détails, voir Fiche technique et Distribution.
La Loi et l'Ordre  (Righteous Kill) ou Meurtre légitime au Québec est un film américain de Jon Avnet, sorti en 2008.

## Synopsis
Après 30 années de services au sein de la police de New York, les détectives Turk et Rooster sont toujours aussi déterminés et ne pensent pas à la retraite. Mais avant leur départ, ils découvrent que certains criminels passés au travers des mailles de la justice se font assassiner selon un mode opératoire qui leur rappelle les méthodes d'un tueur en série qu'ils ont autrefois condamné...
Leur enquête est alors remise en question et la concurrence se fait sentir au sein même de la police pour résoudre cette affaire. Certains pensent même que quelqu'un de la police pourrait être impliqué...

## Fiche technique
- Titre : La Loi et l'Ordre
- Titre original : Righteous Kill
- Réalisation : Jon Avnet
- Scénario : Russell Gerwitz
- Musique : Ed Shearmur
- Direction musicale : Ashley Miller (superviseur)
- Directeur artistique : Christina Ann Wilson
- Décors : Tracey Gallacher
- Costumes : Debra McGuire
- Photographie : Denis Lenoir
- Montage : Paul Hirsch
- Production : Jon Avnet, Randall Emmett, Avi Lerner, Alexandra Milchan, Daniel Rosenberg, Rob Cowan, Boaz Davidson, George Furla, Lati Grobman
- Sociétés de distribution : Overture Films  ; Metropolitan Filmexport  ; Alliance Films
- Budget : 60 000 000 $
- Genre : policier, thriller
- Pays d'origine : États-Unis
- Langue : anglais, espagnol et russe
- Format : 2,35:1 - 35 mm - son DTS - Dolby Digital - SDDS
- Dates de sortie : 
  - États-Unis : 12 septembre 2008
  - France : 8 octobre 2008

## Distribution
- Robert De Niro (VF : Jacques Frantz ; VQ : Hubert Gagnon) : le lieutenant Tom « Turk » Cowan
- Al Pacino (VF : José Luccioni ; VQ : Guy Nadon) : le lieutenant David « Rooster » Fisk
- Carla Gugino (VF : Marie-Laure Dougnac ; VQ : Camille Cyr-Desmarais) : le lieutenant Karen Corelli
- Curtis « 50 Cent » Jackson (VF : Passi ; VQ : Jean-François Beaupré) : Marcus « Spider » Smith
- John Leguizamo (VF : Bernard Gabay ; VQ : Hugolin Chevrette) : l'inspecteur Perez
- Donnie Wahlberg (VF : Renaud Marx ; VQ : Martin Watier) : l'inspecteur Riley
- Brian Dennehy (VF : Richard Leblond ; VQ : Vincent Davy) : le capitaine Hingus
- Trilby Glover (en) (VF : Laura Préjean ; VQ : Karine Vanasse) : Jessica
- Frank John Hughes (VF : Patrick Béthune) : Charles Randall
- Sterling K. Brown : Rogers
- Melissa Leo (VF : Isabelle Leprince) : Cheryl Brooks
- Nicola Peltz : Lynn
- Oleg Taktarov : Yevgeny Mugalat

Sources et légendes : Version française (V. F) et Version québécoise (V. Q.)

## Autour du film
- Ce film marque les retrouvailles entre Al Pacino et Robert De Niro après une première rencontre dans Le Parrain 2 (1974) de Francis Ford Coppola, où ils n'avaient cependant aucune scène commune, puis Heat (1995) de Michael Mann, dans lequel ils ne se croisaient que très peu.
- La loi et l'ordre est le titre québécois de la série télévisée New York, police judiciaire et de ses dérivés (New York, unité spéciale, New York, section criminelle...).
- C'est le second film dans lequel Jon Avnet dirige Al Pacino après 88 Minutes en 2007.
- Neil Carter, ancien enquêteur de la police de New York pendant 24 ans, était le consultant sur le tournage. Il avait rencontré le scénariste Russell Gewirtz (en) sur le plateau d'Inside Man : L'Homme de l'intérieur (Inside Man) de Spike Lee.
- Le tournage a duré 36 jours et a surtout été basé à Bridgeport puis New Haven, Norwalk, Stamford et Milford, car l'État du Connecticut propose de nombreux avantages fiscaux[3]. Les deux derniers jours se sont déroulés à New York, le premier à Harlem, le second à Brooklyn.
- Robert De Niro et 50 Cent avaient déjà failli jouer ensemble dans un film, un projet intitulé New Orleans. Ce film devait raconter l'histoire d'un policier (De Niro) qui découvre que son coéquipier n'est pas mort dans les tempêtes de l'ouragan Katrina, mais qu'il a été assassiné. Il mène alors l'enquête, aidé d'un jeune inspecteur (50 Cent). Tim Hunter devait mettre en scène ce projet ; mais Robert De Niro a abandonné ce rôle. C'est Val Kilmer qui l'a repris, Tim Hunter remplacé par Charles Winkler. Le film qui en a résulté est Streets of Blood.
- On peut y voir le skateur professionnel Rob Dyrdek dans le rôle d'un voyou.